# Debby & Nancy
Debby & Nancy zijn twee travestietentypetjes die bedacht en gespeeld worden door Stany Crets (Nancy) en Peter Van den Begin (Debby). Ze debuteerden in 1999 op VTM en waren in 2006 en 2007 te zien op Eén. In oktober 2012 keerden ze terug op VTM in een zaterdagavondshow, maar wegens tegenvallende kijkcijfers werd het programma halverwege alweer afgevoerd.

## Debuut
Debby & Nancy waren in 1999 voor het eerst te zien op de Vlaamse televisiezender VTM, als gastpersonages in Raf & Ronny 2. In 2001 presenteerden ze samen het laatavondprogramma Debby & Nancy Laid Knight. Hierin ontvingen ze beroemde gasten als Helmut Lotti, K3 en een keur aan andere bekende Vlamingen. Debby & Nancy Laid Knight was een talkshow waarin geen brave vragen werden gesteld, maar waarin vulgaire en gekke vragen de revue passeerden. Ze kregen sommige gasten zo ver dat ze ongebruikelijke dingen deden op het scherm. Een voorbeeld is reporter Paul Jambers, die in België bekendstaat als een serieus mens en tamelijk stijf, maar die in een knalroze jas zong en danste.
Later maakten Debby & Nancy de overstap naar de Vlaamse zender Eén. Voor deze zender brachten ze het programma Debby & Nancy's happy hour, de Vlaamse variant op het Nederlandse Mooi! Weer De Leeuw, een succesvol programma van Paul de Leeuw.
Vanaf 13 oktober 2012 verschenen Debby & Nancy terug op VTM met het nieuwe zaterdagavondshow Debby & Nancy's Warme Wintershow. Dit werd rechtstreeks uitgezonden vanuit de Zuiderkroon in Antwerpen. Jonas Van Geel was een vaste gast. Op 21 november 2012 werd bekendgemaakt dat de Warme Wintershow vroegtijdig werd afgevoerd vanwege tegenvallende kijkcijfers.

## Populariteit
Naast de televisie waren Debby & Nancy ook te zien op internet. Zo maakten ze speciale filmpjes die te bekijken waren op YouTube en hadden ze een account op Myspace. Bovendien brachten ze een single uit, waarop de nummers Doe de struisvogel en Ik ben graag bij Debby en Nancy terug te vinden waren.
In 2007 bracht het duo samen met Wendy Van Wanten een kerstsingle uit: Laat het alsjeblieft nog een keer sneeuwen.

## Discografie

### Singles
| Single met hitnotering(en) in de Vlaamse Ultratop 50 | Datum van verschijnen | Datum van binnenkomst | Hoogste positie | Aantal weken | Opmerkingen          |
| ---------------------------------------------------- | --------------------- | --------------------- | --------------- | ------------ | -------------------- |
| Doe de struisvogel/Ik ben graag bij Debby & Nancy    | 2007                  | 24-03-2007            | 5               | 7            |                      |
| Nog één sneeuwvlok                                   | 2007                  | 29-12-2007            | 18              | 3            | met Wendy Van Wanten |